# Medicinalkemi
Medicinalkemi eller farmaceutisk kemi er en videnskabelig disciplin der er en blanding af kemi og farmaci, der omhandler design og udvikling af lægemidler. Medicinalkemi involverer identifikation, syntese og udvikling af nye kemiske forbindelser til terapeutisk brug. Det inkluderer også forskning i eksisterende lægemidler, deres biologiske egenskaber og sammenhængen mellem deres kvantitative sturktur og aktivitet (QSAR).
Medicinalkemi anvender en række forskellige videnskabelige områder inklusive organisk kemi og biokemi, beregningskemi, farmakologi, molekylærbiologi, statistik og fysisk kemi.